# 埃玛·塞韦里尼
埃玛·塞韦里尼（義大利語：Emma Severini；2003年7月18日—），意大利女子足球运动员，司职中场，目前效力于佛罗伦萨足球俱乐部和意大利国家女子足球队。她曾代表意大利参加2023年国际足联女子世界杯。